# Partei Bibeltreuer Christen
Die Partei Bibeltreuer Christen (Kurzbezeichnung: PBC) war eine 1989 gegründete deutsche Kleinpartei. Sie ging im März 2015 im Bündnis C – Christen für Deutschland auf.
Sie sah sich selbst als christlich-wertkonservativ und gehörte zum Spektrum der christlich-fundamentalistischen Parteien. Sie bezeichnete sich als „politische[s] Sprachrohr der Christen aus allen Kirchen“, war aber aufgrund Mitgliedschaft und Prägung als evangelikal einzuordnen. So wurde sie vom Religionswissenschaftlichen Medien- und Informationsdienst als Partei mit „pfingstlich-evangelikaler Prägung mit entsprechender theologischer Untermauerung“ bezeichnet.

## Geschichte
Die Partei wurde von Pastor Gerhard Heinzmann 1989 gegründet, der Leiter der Internationalen „Zigeunermission“ war, durch eine Gruppe von Kirchenaktivisten sowie Pfarrern aus dem pfingstlerisch-evangelikalen Umfeld unterstützt wurde und im Herbst 1989 auf einer Konferenz der Pastoren des Bundes Freikirchlicher Pfingstgemeinden (BFP) sein Konzept vorstellte. Motiv war, dass „bekennende Christen“ mehr Einfluss auf die Politik nehmen sollten, insbesondere auf die damalige Abtreibungsdiskussion. Im Gegensatz zu den bis dahin aktiven christlichen Parteien gelang es Heinzmann, Einfluss auf evangelikale Christen zu nehmen, und er führte die Partei in den 1990er Jahren zu einzelnen Wahlerfolgen in lokalen Hochburgen sowie zum Status als größte Partei im Spektrum der christlichen Kleinparteien.
Heinzmann war bis 2005, als er aus Altersgründen nicht mehr kandidierte, Vorsitzender der Partei. Ihm folgte bis Dezember 2007 Walter Weiblen. Im Herbst 2006 wurde mit der Zentrumspartei und der ÖDP eine Zusammenarbeit vereinbart. Vom Parteivorstand unter Walter Weiblen gehegte Pläne für eine Parteineugründung als Weg zu einer Fusion mit dieser und anderen christlichen Kleinparteien wurden von den infrage kommenden Parteien selbst sowie auf den Parteitagen im Oktober 2007 und Dezember 2007 auch von den Delegierten der PBC mehrheitlich abgelehnt. Am 15. Dezember 2007 wurde Ole Steffes auf einem Sonderparteitag zum neuen Bundesvorsitzenden gewählt. Weiblen, der nach dem Scheitern seiner Pläne aus der PBC ausgetreten war, gründete mit einer Gruppe von Anhängern und einigen Mitgliedern aus der Zentrumspartei und der ÖDP am 26. Januar 2008 in Berlin die neue Partei: AUF – Partei für Arbeit, Umwelt und Familie mit dem Untertitel Christen für Deutschland. Seit 2010 gab es neue Gespräche für ein christliches Parteienbündnis („Bündnis C“). Für die vorgezogene Landtagswahl in Nordrhein-Westfalen am 13. Mai 2012 wurde die PBC mit ihrer Landesliste am 14. April 2012 vom Landeswahlausschuss wegen fehlender Unterstützungsunterschriften nicht zugelassen und gab daraufhin eine Wahlempfehlung für die AUF-Partei aus.
Im Herbst 2013 beabsichtigte die PBC, sich mit der AUF – Partei für Arbeit, Umwelt und Familie zu vereinigen. Die neue Partei sollte den Namen Bündnis C – Christen für Deutschland tragen. Die AUF verschob die Fusion jedoch bis nach der Europawahl 2014. Der gemeinsame Bundesparteitag von AUF und PBC am 28. März 2015 in Fulda machte den Weg zum Bündnis C – Bündnis Christen für Deutschland frei.

## Inhaltliches Profil
Die PBC richtete nach den Politologen Frank Decker und Viola Neu ihr Programm grundsätzlich nach moralisch-ethischen Grundsätzen der Bibel aus, die sie missionarisch zu verbreiten versuchte. Schwerpunktthema war der Kampf gegen jede Form von Abtreibung, die sie in einer Reihe von familien-, jugend-, bildungs- und sozialpolitischen Forderungen einkleidete. So forderte sie etwa die Stärkung von Ehe und Familie durch die Erschwerung der Ehescheidung, ein Verbot von Pornographie und Prostitution und die staatliche Unterstützung kinderreicher Familien. Ebenso sollte ein verpflichtender Bibelunterricht in Schulen und Strafvollzugsanstalten eingeführt sowie die Homeschooling-Bewegung unterstützt werden. Gleichgeschlechtliche und außereheliche Lebensformen wurden abgelehnt, nationale Gebets- und Fastentage (z. B. am 9. November) befürwortet. Sie verstand sich als pro-jüdisch, aber im Gegensatz etwa zur Christlichen Mitte nicht als antimuslimisch. Islamkritische Töne, vor allem hinsichtlich des Verhältnisses des Islams zum Christentum, waren jedoch festzustellen; so wurde etwa von Muslimen in Europa ein Verzicht auf Minarette und Bauwerke gefordert, die als „muslimische Machtdemonstration“ verstanden werden müssten.  Der europäischen Integration stand die PBC skeptisch gegenüber.
Die PBC forderte ein Recht auf „Ausstieg aus der Homosexualität“, ebenso sollten Astrologie, Wahrsagerei und sogenannte Satanskulte sowie gewaltverherrlichende und pornographische Darstellungen verboten werden. Sie bekannte sich zum Grundgesetz sowie zum demokratischen Rechtsstaat und setzte sich für eine soziale Marktwirtschaft und Solidaritätsgemeinschaft ein. Darüber hinaus forderte sie ein transparentes Steuersystem, in dem die Mehrwertsteuer für Leistungen und Güter des Grundbedarfs gesenkt, für Luxusgüter jedoch erhöht werden sollte.
Die PBC konkurrierte im politischen Segment der christlichen Kleinparteien mit der Deutschen Zentrumspartei sowie der Christlichen Mitte (CM). Die AUF, die PBC und ehemals auch die Deutsche Zentrumspartei waren Mitglied im Verband Europäische Christliche Politische Bewegung (European Christian Political Movement, kurz: ECPM). Die ECPM ist über die niederländische ChristenUnie im Europäischen Parlament vertreten und dort Teil der europakritischen Fraktion Europäische Konservative und Reformisten.

## Wähler und Mitgliedschaft
Regionale Hochburgen waren ländliche und pietistisch geprägte Gebiete in Baden-Württemberg sowie in Sachsen, in denen die Partei auf kommunaler Ebene einige Mandate erhielt. In diesen Bundesländern errang sie mit 0,7 Prozent bei den Landtagswahlen 2004 in Sachsen und 2006 in Baden-Württemberg ihr bestes Ergebnis bei Europa-, Bundes- und Landtagswahlen.
Die – nach Eigenangaben – zirka 3.500 Mitglieder der PBC kamen überwiegend aus evangelikalen Freikirchen. Die meisten Mitglieder hatte die Partei in Baden-Württemberg, gefolgt von Bayern und Nordrhein-Westfalen; prozentual war sie bis zur Landtagswahl 2011, bei der sie nur noch in 10 Wahlkreisen kandidierte und auf 0,1 % der Stimmen absank, in Baden-Württemberg am stärksten, gefolgt von Sachsen. Zur Bundestagswahl 2013 trat die PBC mit Landeslisten in Baden-Württemberg und Niedersachsen an.

## Parteiorganisation

### Bundesvorsitzende
| Zeitraum  | Name              |
| 1989–2005 | Gerhard Heinzmann |
| 2005–2007 | Walter Weiblen    |
| 2007–2015 | Ole Steffes       |

### Jugendorganisation
Die Jugendorganisation der Partei waren die JuBis (Junge Bibeltreue Christen).

## Wahlergebnisse

### Bundestagswahlen
1990 war die PBC noch nicht zur Wahl zugelassen worden, sie kandidierte 1994 erstmals bei einer Bundestagswahl.
| Bundestagswahlergebnisse | Bundestagswahlergebnisse | Bundestagswahlergebnisse | Bundestagswahlergebnisse |
| Jahr                     | Stimmenanzahl            | Stimmenanteil            |                          |
| ------------------------ | ------------------------ | ------------------------ | ------------------------ |
| 1994                     | 65.651                   | 0,1 %                    |                          |
| 1998                     | 71.941                   | 0,1 %                    |                          |
| 2002                     | 101.645                  | 0,2 %                    |                          |
| 2005                     | 108.605                  | 0,2 %                    |                          |
| 2009                     | 40.370                   | 0,1 %                    |                          |
| 2013                     | 18.542                   | 0,0 %                    |                          |

### Europawahlen
| Europawahlergebnisse | Europawahlergebnisse | Europawahlergebnisse | Europawahlergebnisse |
| Jahr                 | Stimmenanzahl        | Stimmenanteil        |                      |
| -------------------- | -------------------- | -------------------- | -------------------- |
| 1994                 | 93.210               | 0,3 %                |                      |
| 1999                 | 68.732               | 0,3 %                |                      |
| 2004                 | 98.651               | 0,4 %                |                      |
| 2009                 | 80.688               | 0,3 %                |                      |
| 2014                 | 55.377               | 0,2 %                |                      |

### Landtagswahlen
| Jahr | BW  | BY    | BE    | BB    | HB    | HH    | HE    | MV  | NI    | NW    | RP    | SL    | SN    | ST    | SH    | TH    |
| ---- | --- | ----- | ----- | ----- | ----- | ----- | ----- | --- | ----- | ----- | ----- | ----- | ----- | ----- | ----- | ----- |
| 1991 |     |       |       |       | n. a. | 0,2   | n. a. |     |       |       | n. a. |       |       |       |       |       |
| 1992 | 0,6 |       |       |       |       |       |       |     |       |       |       |       |       |       | n. a. |       |
| 1993 |     |       |       |       |       | 0,2   |       |     |       |       |       |       |       |       |       |       |
| 1994 |     | n. a. |       | n. a. |       |       |       | 0,1 | n. a. |       |       | n. a. | n. a. | n. a. |       | n. a. |
| 1995 |     |       | n. a. |       | 0,2   |       | 0,2   |     |       | 0,1   |       |       |       |       |       |       |
| 1996 | 0,5 |       |       |       |       |       |       |     |       |       | 0,2   |       |       |       |       |       |
| 1997 |     |       |       |       |       | 0,2   |       |     |       |       |       |       |       |       |       |       |
| 1998 |     | 0,1   |       |       |       |       |       | 0,1 | 0,2   |       |       |       |       | n. a. |       |       |
| 1999 |     |       | n. a. | n. a. | n. a. |       | 0,2   |     |       |       |       | n. a. | 0,3   |       |       | 0,2   |
| 2000 |     |       |       |       |       |       |       |     |       | 0,1   |       |       |       |       | 0,2   |       |
| 2001 | 0,5 |       | n. a. |       |       | 0,1   |       |     |       |       | 0,3   |       |       |       |       |       |
| 2002 |     |       |       |       |       |       |       | 0,1 |       |       |       |       |       | n. a. |       |       |
| 2003 |     | 0,2   |       |       | 0,3   |       | 0,2   |     | 0,2   |       |       |       |       |       |       |       |
| 2004 |     |       |       | n. a. |       | 0,2   |       |     |       |       |       | n. a. | 0,7   |       |       | n. a. |
| 2005 |     |       |       |       |       |       |       |     |       | 0,1   |       |       |       |       | 0,2   |       |
| 2006 | 0,7 |       | n. a. |       |       |       |       | 0,2 |       |       | 0,3   |       |       | n. a. |       |       |
| 2007 |     |       |       |       | 0,3   |       |       |     |       |       |       |       |       |       |       |       |
| 2008 |     | n. a. |       |       |       | n. a. | n. a. |     | 0,2   |       |       |       |       |       |       |       |
| 2009 |     |       |       | n. a. |       |       | n. a. |     |       |       |       | n. a. | 0,4   |       | 0,2   | n. a. |
| 2010 |     |       |       |       |       |       |       |     |       | 0,1   |       |       |       |       |       |       |
| 2011 | 0,1 |       | n. a. |       | n. a. | n. a. |       | 0,1 |       |       | n. a. |       |       | n. a. |       |       |
| 2012 |     |       |       |       |       |       |       |     |       | n. a. |       | n. a. |       |       | n. a. |       |
| 2013 |     |       |       |       |       |       |       |     | 0,2   |       |       |       |       |       |       |       |

### Kommunalwahlen
Es gelang der Partei nur vereinzelt, Vertreter in Kommunalparlamente zu entsenden. Von 2004 bis 2009 war die PBC im Landkreis Böblingen (Baden-Württemberg) mit einem Mandat im Kreistag vertreten, im Landkreis Güstrow (Mecklenburg-Vorpommern) konnte die Partei 2004 einen Sitz im Kreistag erringen, verlor diesen aber 2008 durch den Wechsel des Kreisrats zur AUF-Partei. Bei der Stadtratswahl 2004 in Gronau (Nordrhein-Westfalen) errang die PBC einen Sitz, den sie 2009 wieder einbüßte.
Sie war zuletzt in zwei Kommunalparlamenten vertreten: Bei der sächsischen Kommunalwahl 2009 erzielte die Partei in Klingenthal 4,98 % der Stimmen und erhielt so einen Sitz im Stadtrat., verlor diesen aber 2014. Bei den Kommunalwahlen in Niedersachsen 2011 erreichte die PBC in Gifhorn 1,76 % der Stimmen und ein Stadtratsmandat.